# 秋谷啓斗
秋谷 啓斗（あきや ひろと、10月28日 - ）は、日本の男性声優、ベーシスト。ロックバンド・GYROAXIAのメンバー。熊本県出身。EARLY WING所属。

## 略歴
幼少期より作曲家である父親の影響を受け様々な音楽に触れる。
大学在学中より、舞台、イベントに出演。一方で声優養成所に通いながら演技経験を積み、株式会社Sの所属となる。
2017年6月に『天空のクラフトフリート』イングヴェイ役で声優デビュー。
2019年12月より、メディアミックスプロジェクト『ARGONAVIS from BanG Dream!』内のバンド「GYROAXIA」に参加。ベース担当としてバンド活動を開始。2022年2月23日、ミニアルバム『Freestyle』がユニバーサルミュージック内Virgin Musicからリリースされ、GYROAXIAのメンバーとしてメジャーデビュー。
2024年7月1日に、株式会社アリア・エンターテイメントを退所し、フリーランスとなったことを自身のXにて報告。同日に元所属事務所からも退所の発表。
2024年9月よりEARLY WING所属となる。

## 人物
特技としてバスケットボールを挙げている。元バスケ部。
ラテアート、カフェ巡り、ドリップコーヒーなどコーヒーを趣味としている。他、多肉植物の収集、アクアリウムなど多趣味。

### 音楽
特技は作詞・作曲・編曲。音楽大学では作曲を学んでおり、音楽ユニットで活動していた経験もある。作曲経験を活かし、『from ARGONAVIS』では出演だけでなくボイスドラマや舞台のBGM制作、カバー楽曲のアレンジなども担当した。SNSにアップする動画のBGMも自ら作曲したのもの。
元々ピアノを得意としていたことから、ライブなどでシンセベースやキーボードを披露することもある。

### GYROAXIA関連
音楽経験者だが、ベースはGYROAXIAへの参加を機に習得。プロジェクトの他バンド「風神RIZING！」のサポートメンバーである目黒郁也は秋谷のベース指導を担当しており、師弟の関係にある。
バンド練習の際にはコード的な観点からアドバイスをすることが多い。
メンバーの仲が非常に良く、プライベートでもよく遊んでいる。

## 出演

### テレビアニメ
2018年
- ニル・アドミラリの天秤（轟木登巳蔵）
- Caligula-カリギュラ-（男子生徒）

2020年
- アルゴナビス from BanG Dream!（曙涼）

2021年
- SSSS.DYNAZENON（バックヤード放送）

2022年
- 骸骨騎士様、只今異世界へお出掛け中（セルシカ）
- 東京ミュウミュウ にゅ〜♡（ネット民）
- 悪役令嬢なのでラスボスを飼ってみました（生徒）
- 虫かぶり姫（書庫室役人）

2023年
- テクノロイド オーバーマインド（リッツ9号、リッツ9号たち）

### 劇場アニメ
- 劇場版アルゴナビス 流星のオブリガート（2021年、曙涼[23]）
- 劇場版アルゴナビス AXIA（2023年、曙涼[24]）

### ゲーム
2017年
- 天空のクラフトフリート（イングヴェイ、ハワード）

2018年
- WAR OF BRAINS Re:Boot（闇黒大剣 シン）
- 破軍・三國志（許褚、長矛兵）
- ルナクロニクルR（ロキ、スティング）
- 頂上三国（関平、劉禅、于禁）
- わくわくファンタジー（趙雲、バーテン、モトビ）

2019年
- D.C.4 ～ダ・カーポ4～（鷺澤正佳）
- イカロスM
- ブラックスター -Theater Starless- （大牙）
- 快感♥️フレーズ CLIMAX （取材記者、オーディション候補者）

2021年
- アルゴナビス from BanG Dream! AAside（曙涼）

2024年
- アルゴナビス -キミが見たステージへ-（曙涼）

2025年
- 魔女ガミ－The Witch of Luludidea－（シリウス）

### ドラマCD
- ドリームハンター麗夢  ドラマCD第2弾「首無しライダーVS首無し武者」（2018年、鬼堂海丸[29]）

### ボイスコミック
- 暁の神威 -光ノ在り処-（2022年、ヴィオール・メイソン）

### ナレーション
- Novera「スマートミラー」ボイス

### ラジオ
※はインターネット配信。
- 天野七瑠・秋谷啓斗のバトルPark!（アプリ『マンガPark』※）

### 舞台
- teamぐるぐるカラーズ公演「なみのまにまに」（2017年12月7日- 10日）- ウミガメ
- 舞台「DEVIL MAY CRY ー THE LIVE HACKER ー」（2019年3月）- アンサンブル
- 朗読劇 学園デスパネル2019（2019年9月1日）- 主演・長瀬
- 舞台「ARGONAVIS the Live Stage」（2021年6月24日 - 27日）- 曙涼
- 朗読劇『ヤドリギの妖精たち』（2022年12月16日 - 18日、新宿シアター・ミラクル）
- 舞台「ARGONAVIS the Live Stage2 ～目醒めの王者と恒星のプログレス～」（2023年2月18日 - 20日・24日 - 26日）- 曙涼
- 舞台「D.C.III 〜ダ・カーポIII〜ミライヘの伝言」（2023年4月19日 - 24日）- サクラギ
- 朗読劇『マッチングアプリ:アップルボム(仮)』（2023年7月26日-30日、シアターサンモール）- 根野倉権左衛門役
- 朗読劇「怪人二十面相」（2024年1月23日 - 28日、六行会ホール）[30]
- 朗読劇『シアター』再演（2024年5月15日 - 26日　シアター風姿花伝)　てつや 役
- 「銀河鉄道の夜を、また」-2025-（2025年2月16日、上野ストアハウス） - 岳 / 語り[31]

### テレビ番組
- オールナイト声優フジ5夜（2022年4月23日、フジテレビTWO）[32]